# اریک کار
 اریک کار (انگلیسی: Eric Carr؛ ۱۲ ژوئیهٔ ۱۹۵۰ – ۲۴ نوامبر ۱۹۹۱) یک موسیقی‌دان اهل ایالات متحده آمریکا بود. وی بین سال‌های ۱۹۶۵ تا ۱۹۹۱ میلادی فعالیت می‌کرد.